# Парашка
Пара́шка (інколи Пара́ска) — гора в Українських Карпатах, найвища вершина однойменного хребта Парашка в Сколівських Бескидах.
Висота 1268,5 м над рівнем моря (за іншими даними — 1271 м). Розташована на відстані 8 км на північний захід від міста Сколе Львівської області. На схилі гори встановлений пам'ятний камінь, на вершині — хрест.
Парашка розташована на території Національного природного парку «Сколівські Бескиди».
При підніжжі Парашки бере початок Велика Річка, а неподалік протікають річки Опір (на сході) та Стрий (на півночі). На Великій Річці є відомий водоспад Гуркало. Схили гори вкриті хвойними лісами (ялина та ялиця) з буковими та березовими зонами. Трав'яний покрив різноманітний з багатьма рідкісними рослинами, більшість з яких занесено до Червоної книги України.

## Назва

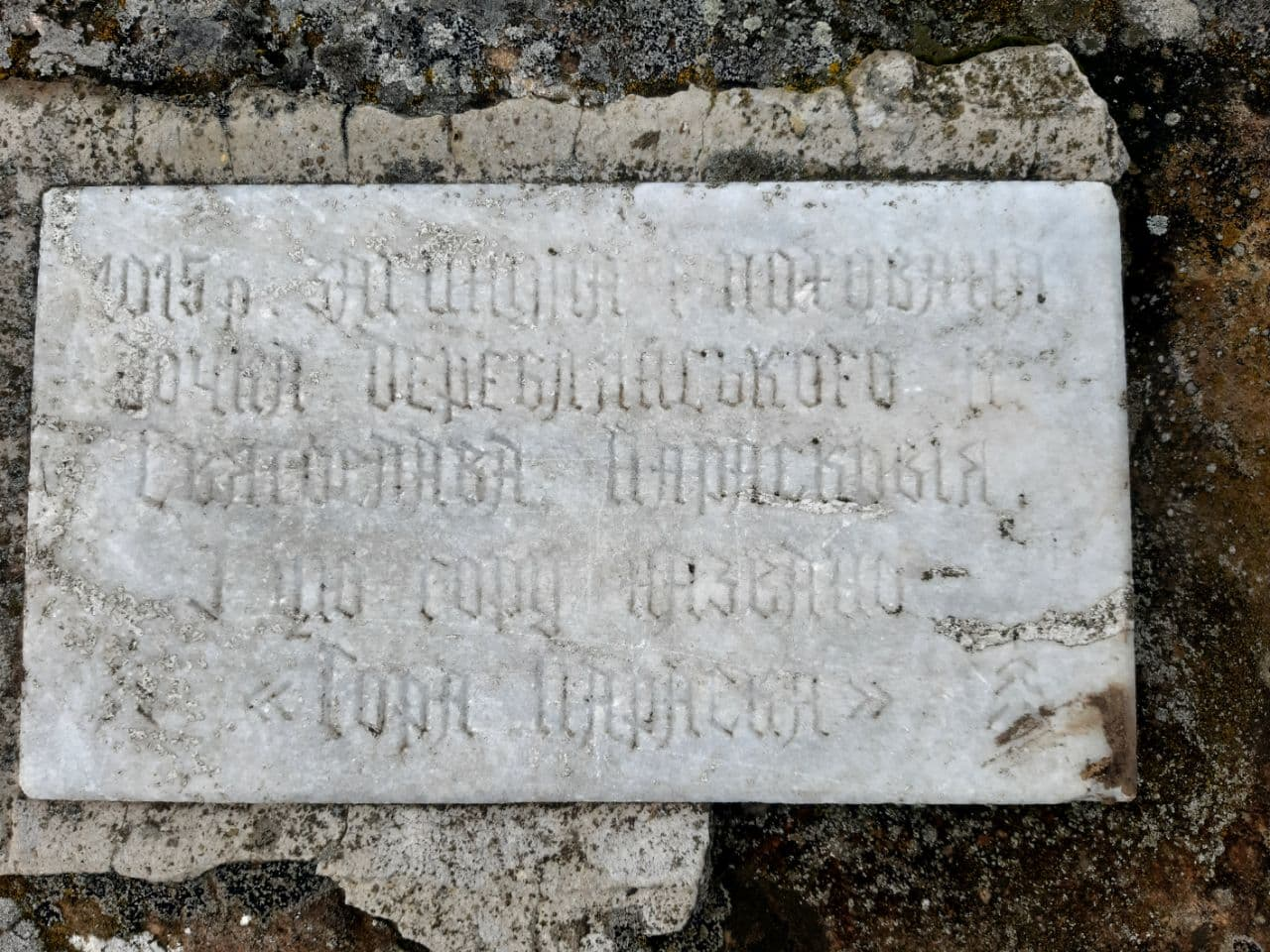
Дошка з історичною довідкою про гору Параска (Парашка) встановлена при підйомі на вершину гори

За легендою гора названа на честь Парасковії (Параски) — дочки (згідно з іншими версіями — жінки) князя Святослава Володимировича, сина Володимира Великого, яка була вбита на цій горі дружинниками Святополка Окаянного в 1015 році. Цій події передувала битва між Святославом та Святополком біля міста Сколе.

## Туристичні маршрути
Через вершину проходить знакований туристичний маршрут «місто Сколе — гора Парашка — село Майдан» загальною протяжністю 28 км.

## Цікаві факти
- Парашка є найвищою вершиною, яка лежить повністю на території Львівської області.
- У хорошу погоду з вершини Парашки можна побачити ближнє село Корчин, а також міста Стрий, Миколаїв (цементний завод), а то й Львів (90 км).

### Вид з гори

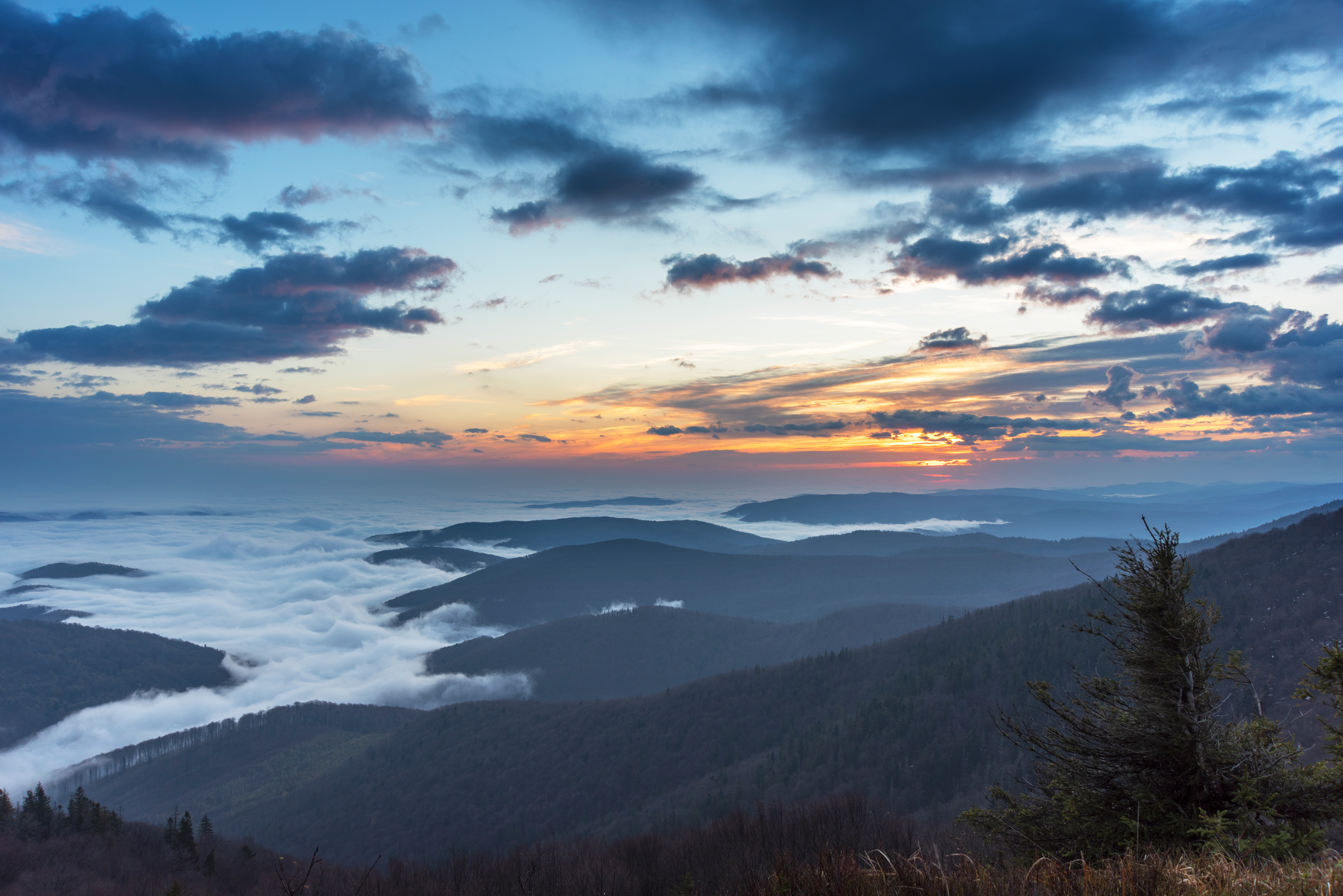
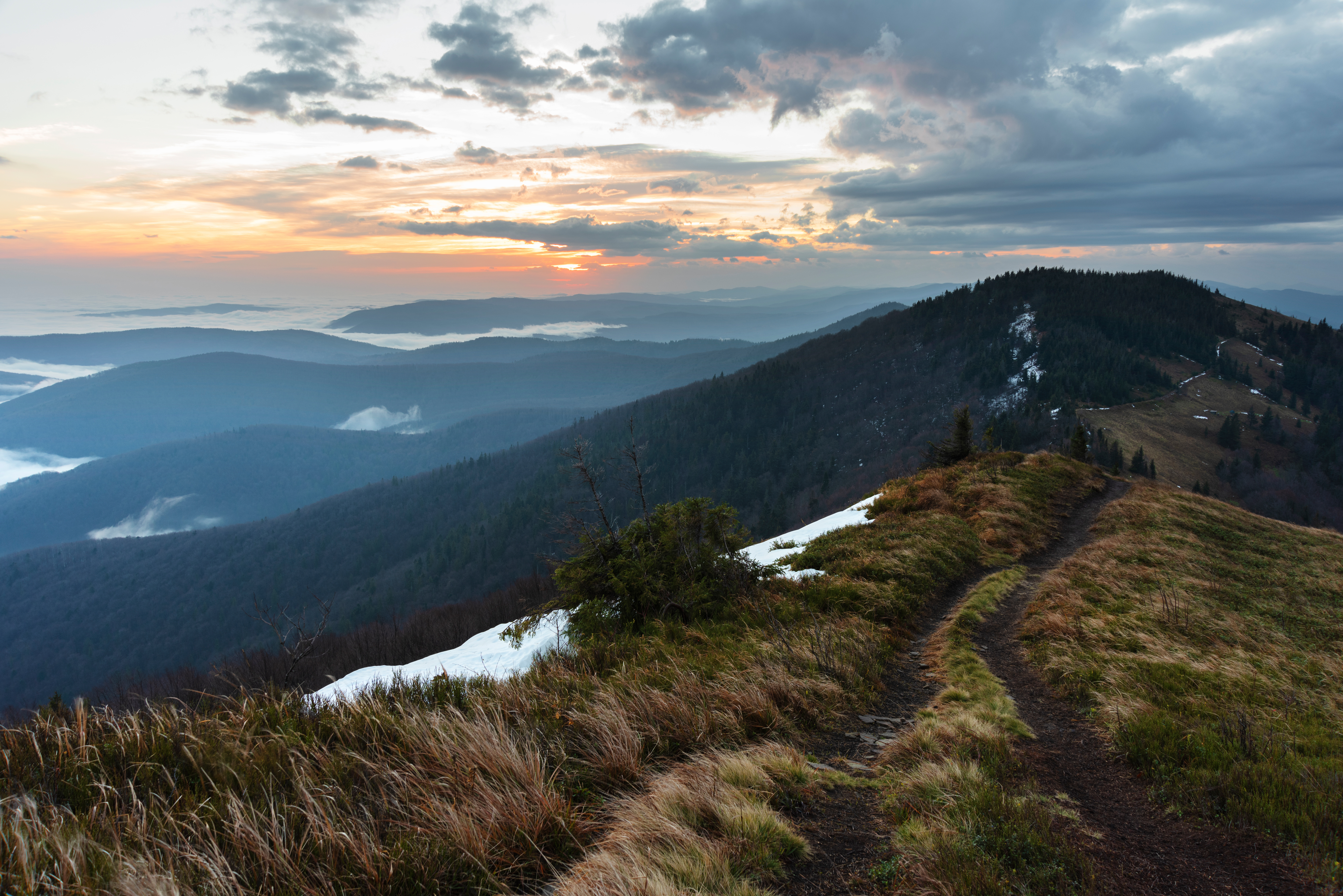
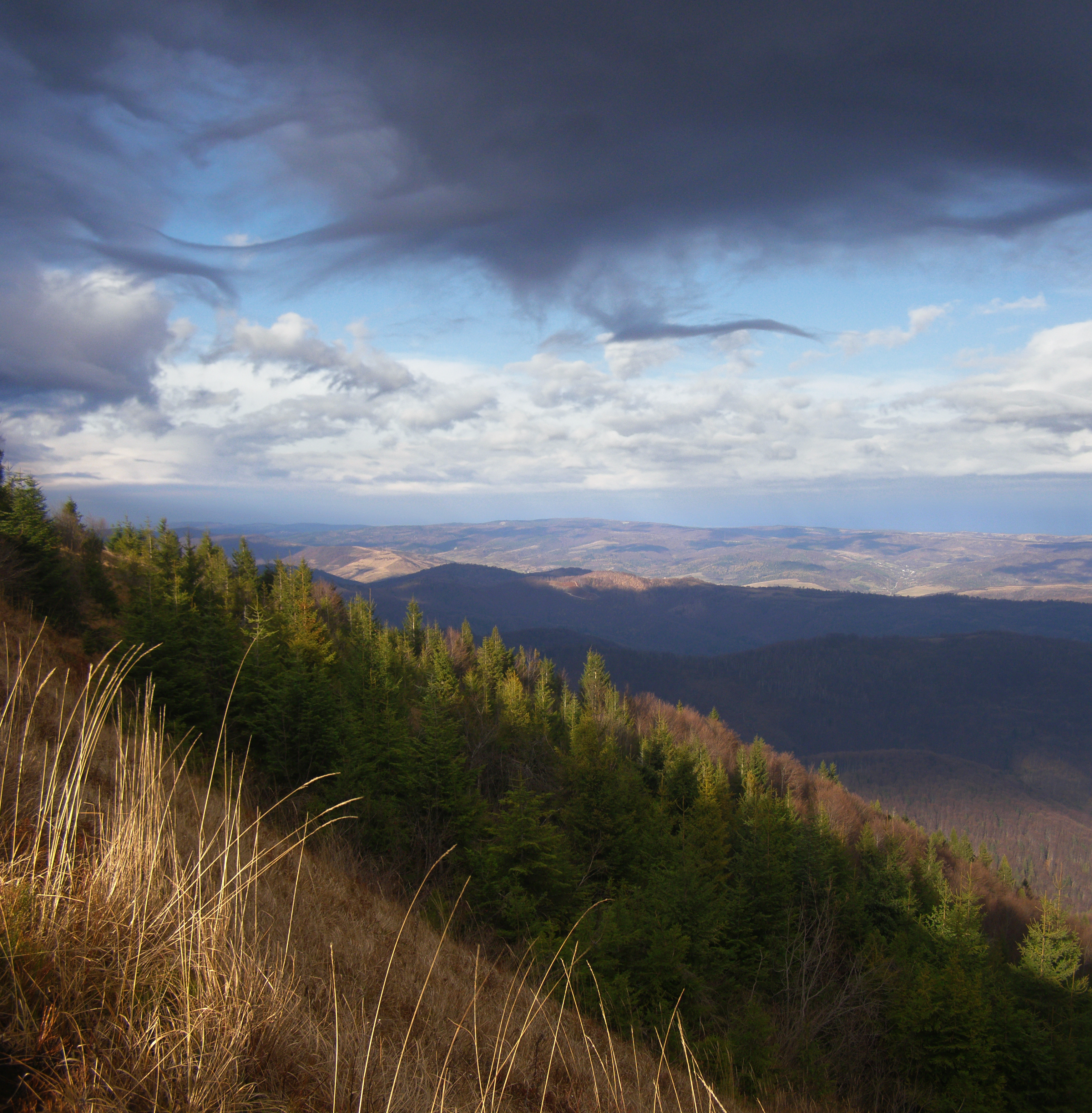
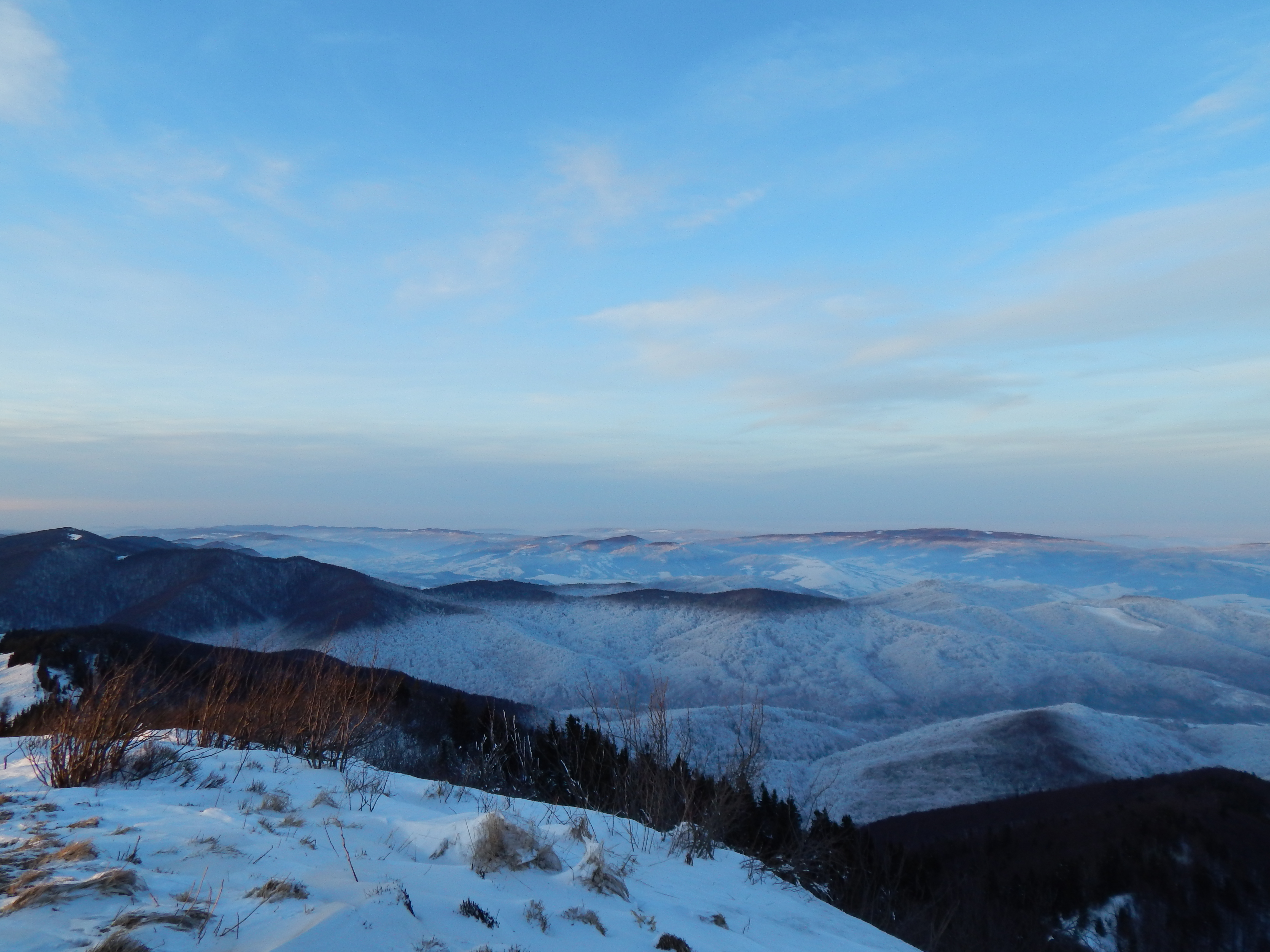
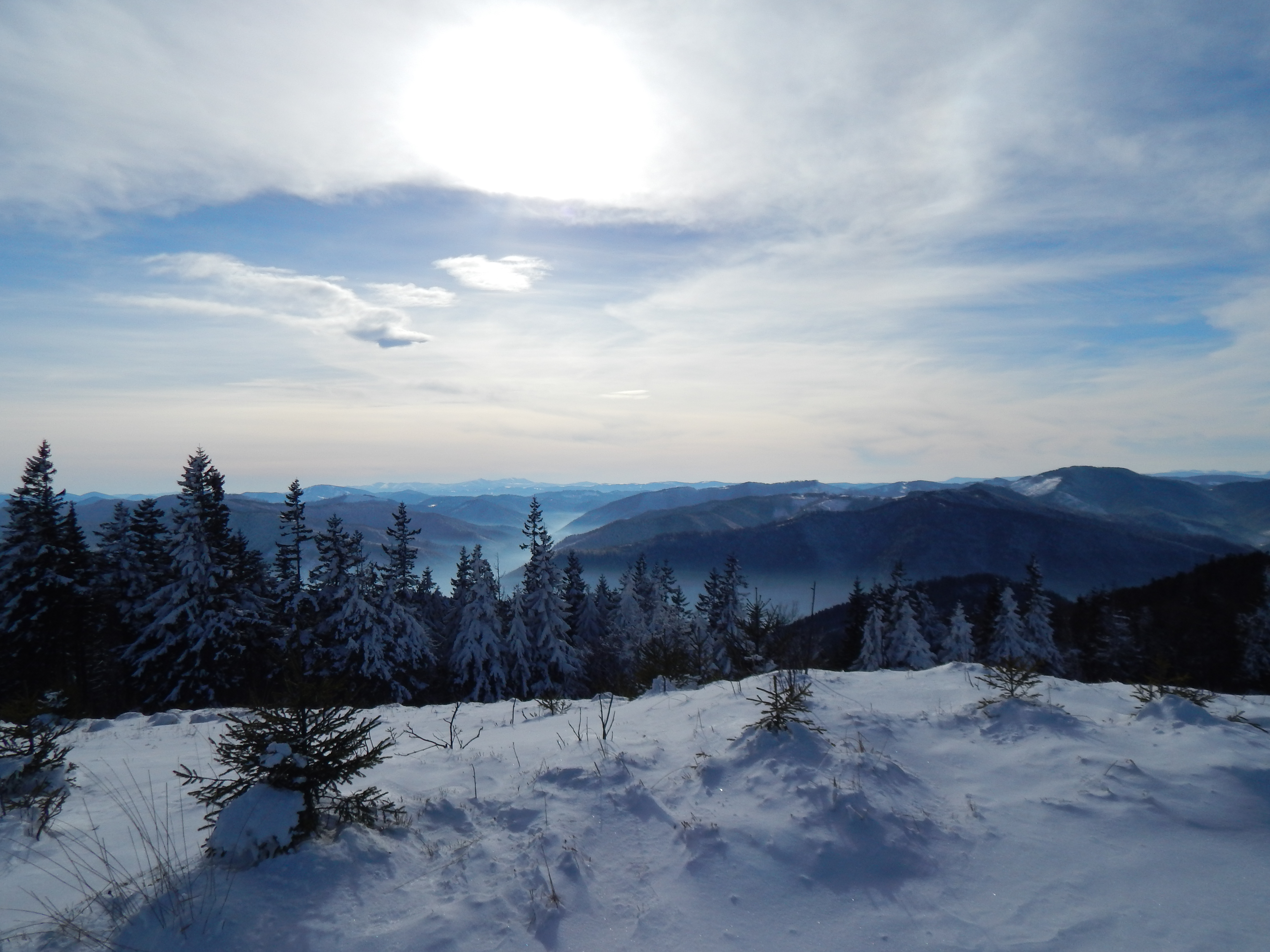
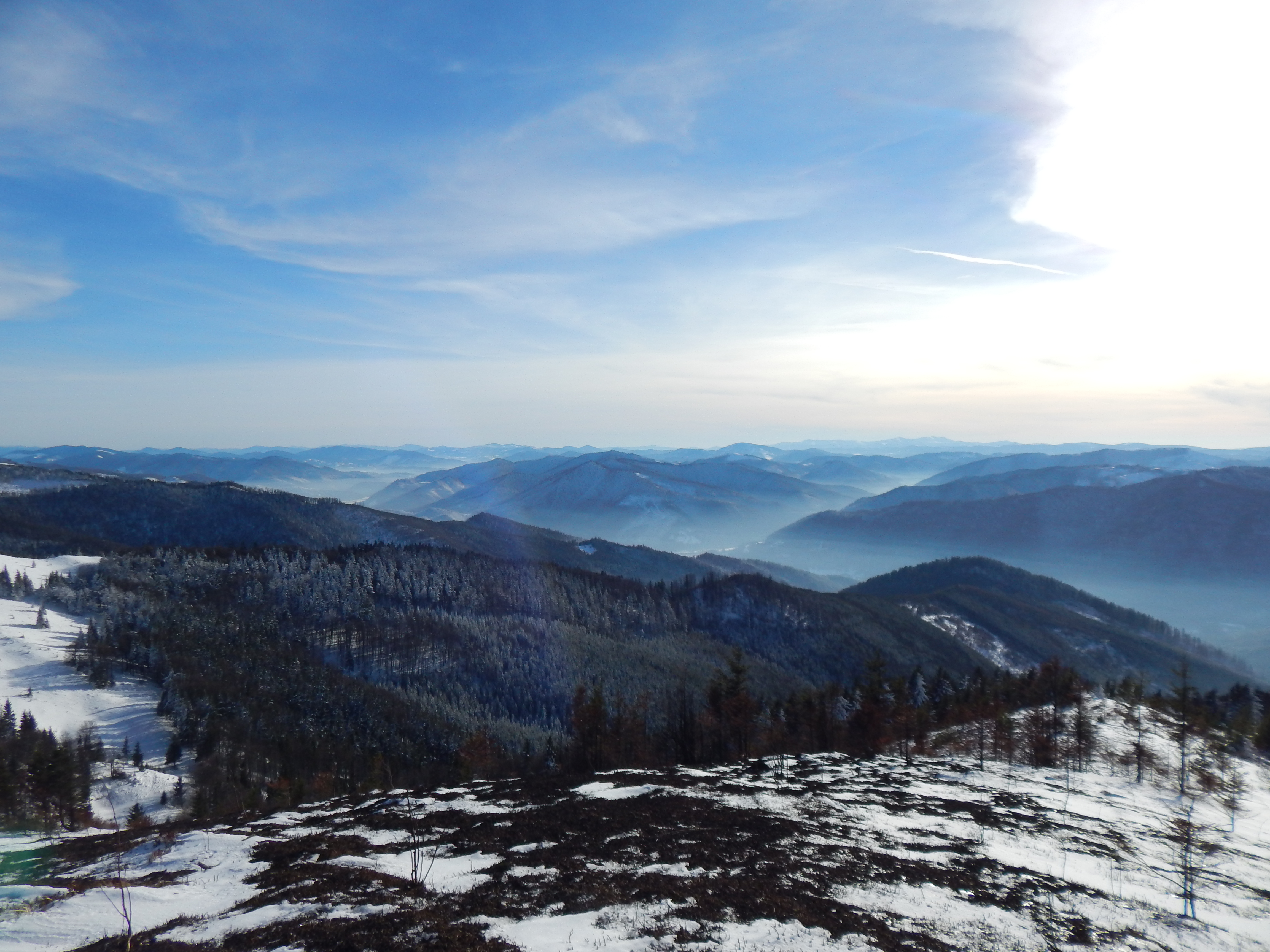
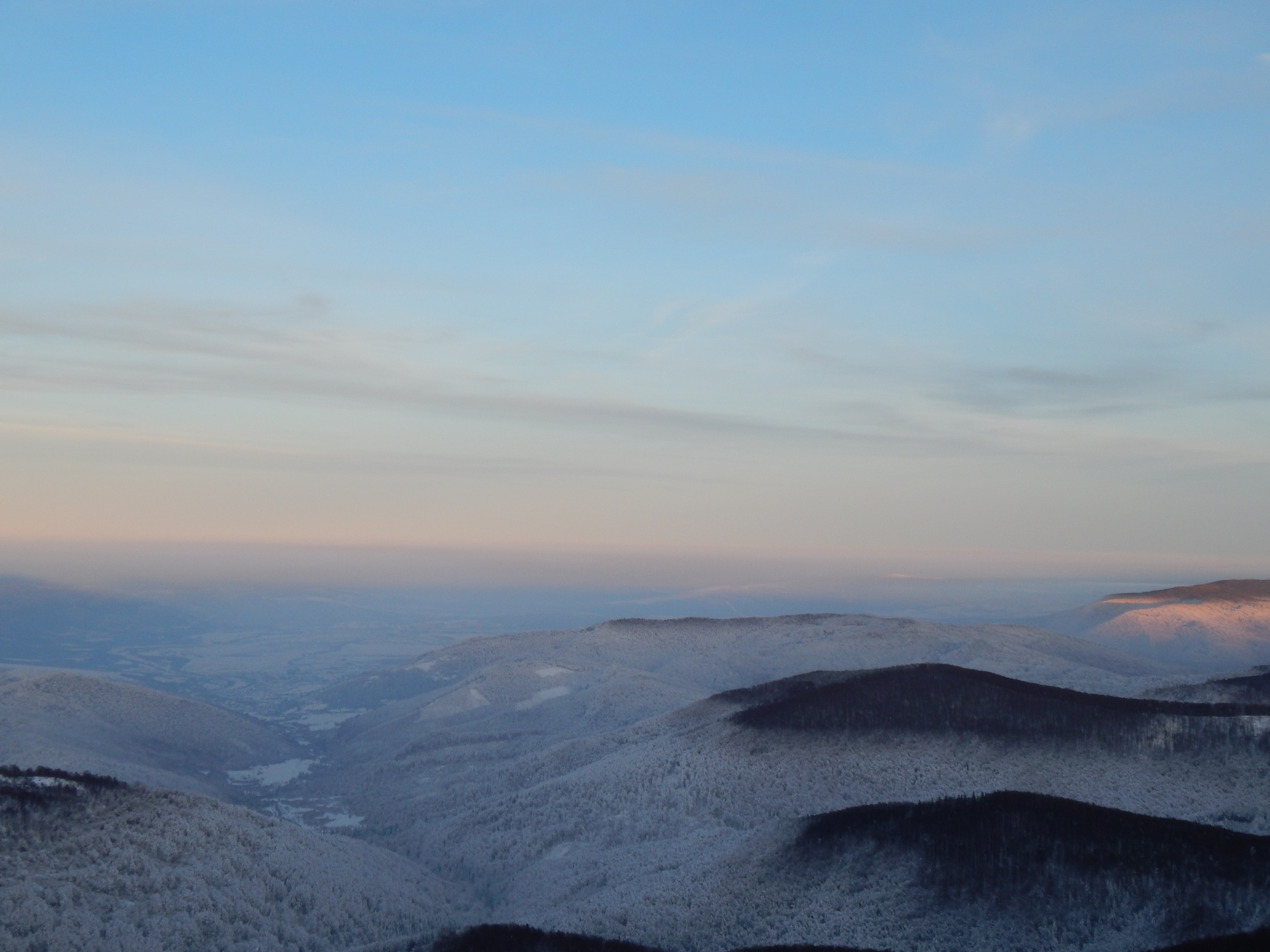
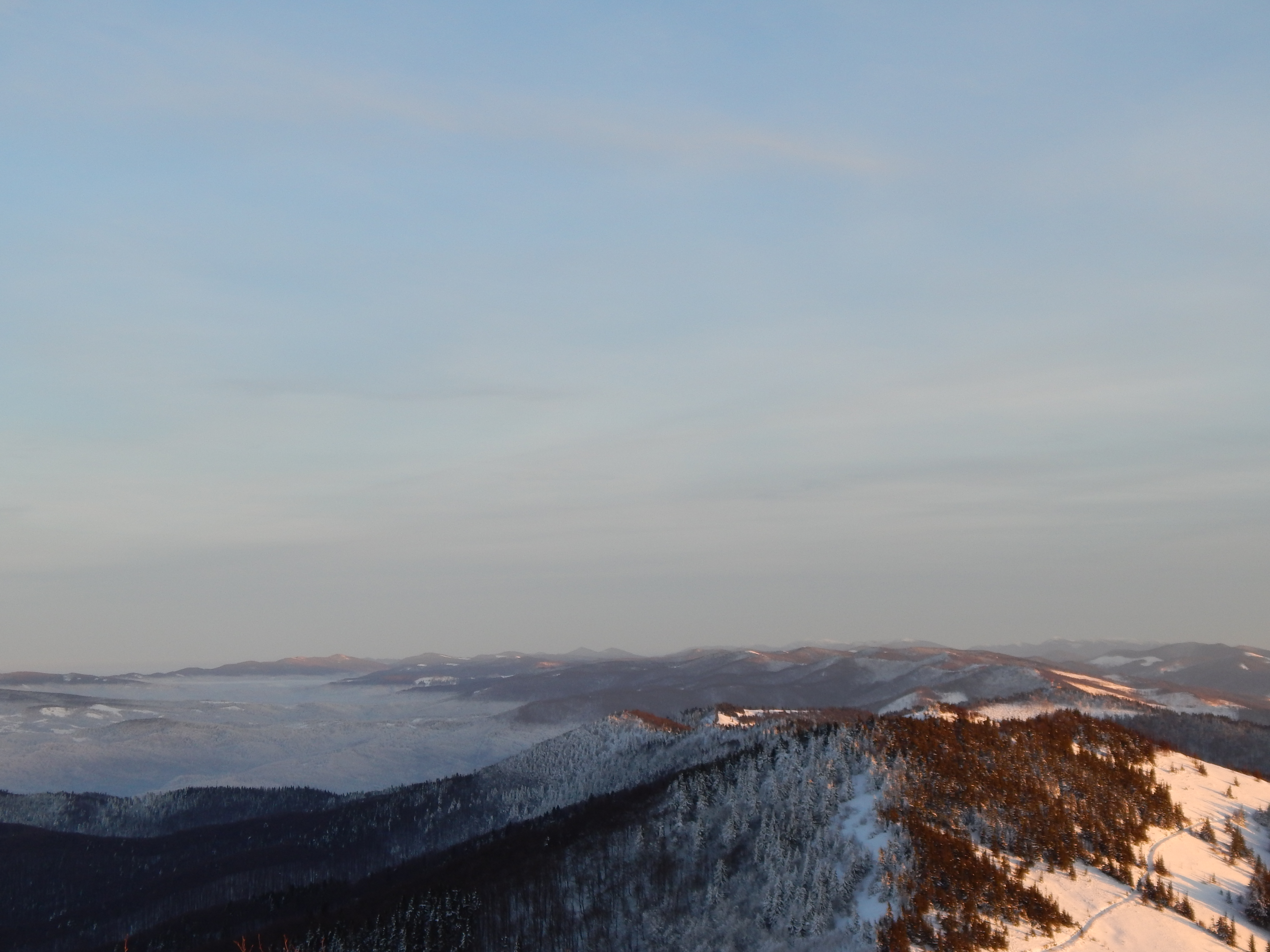
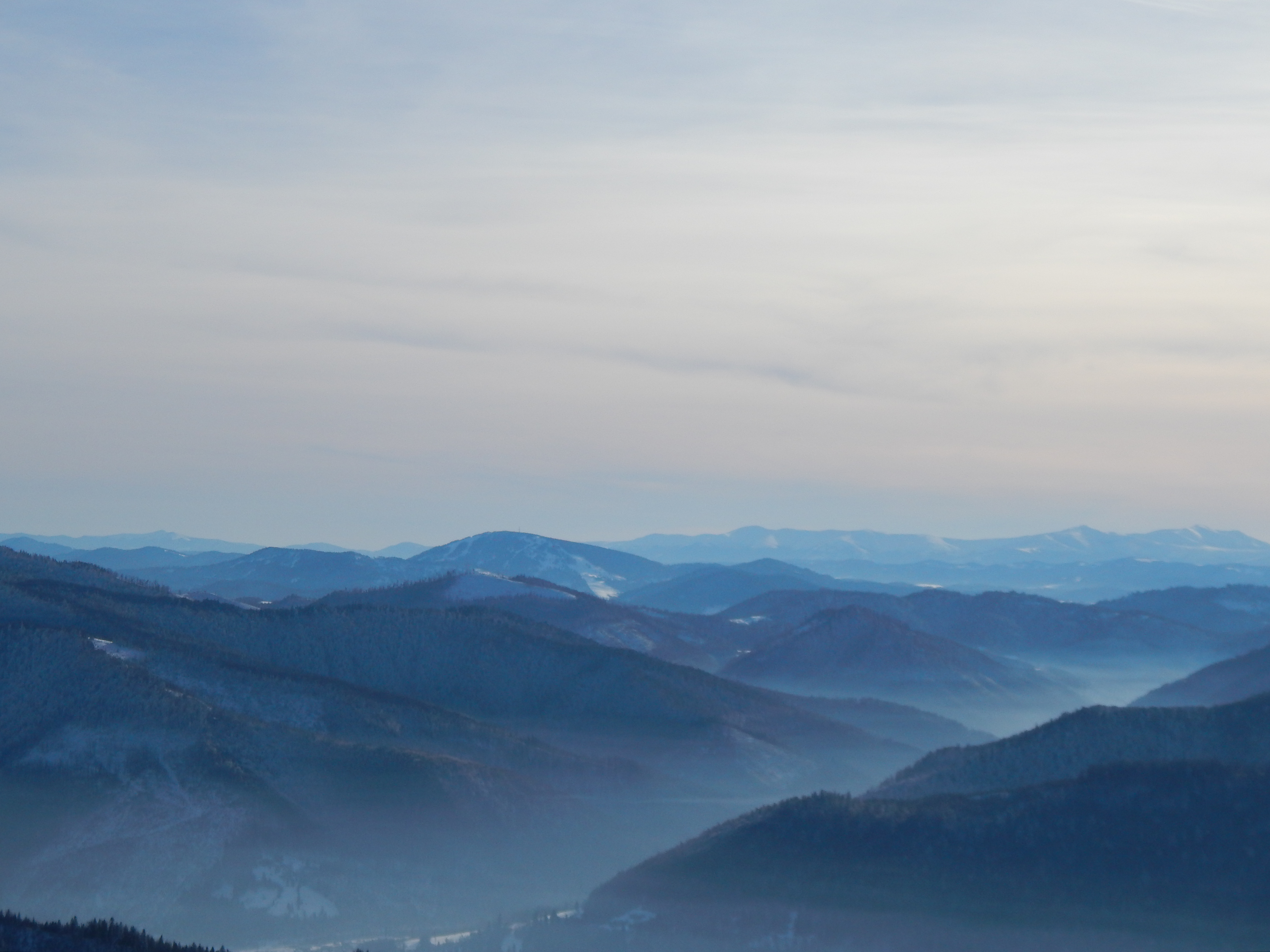
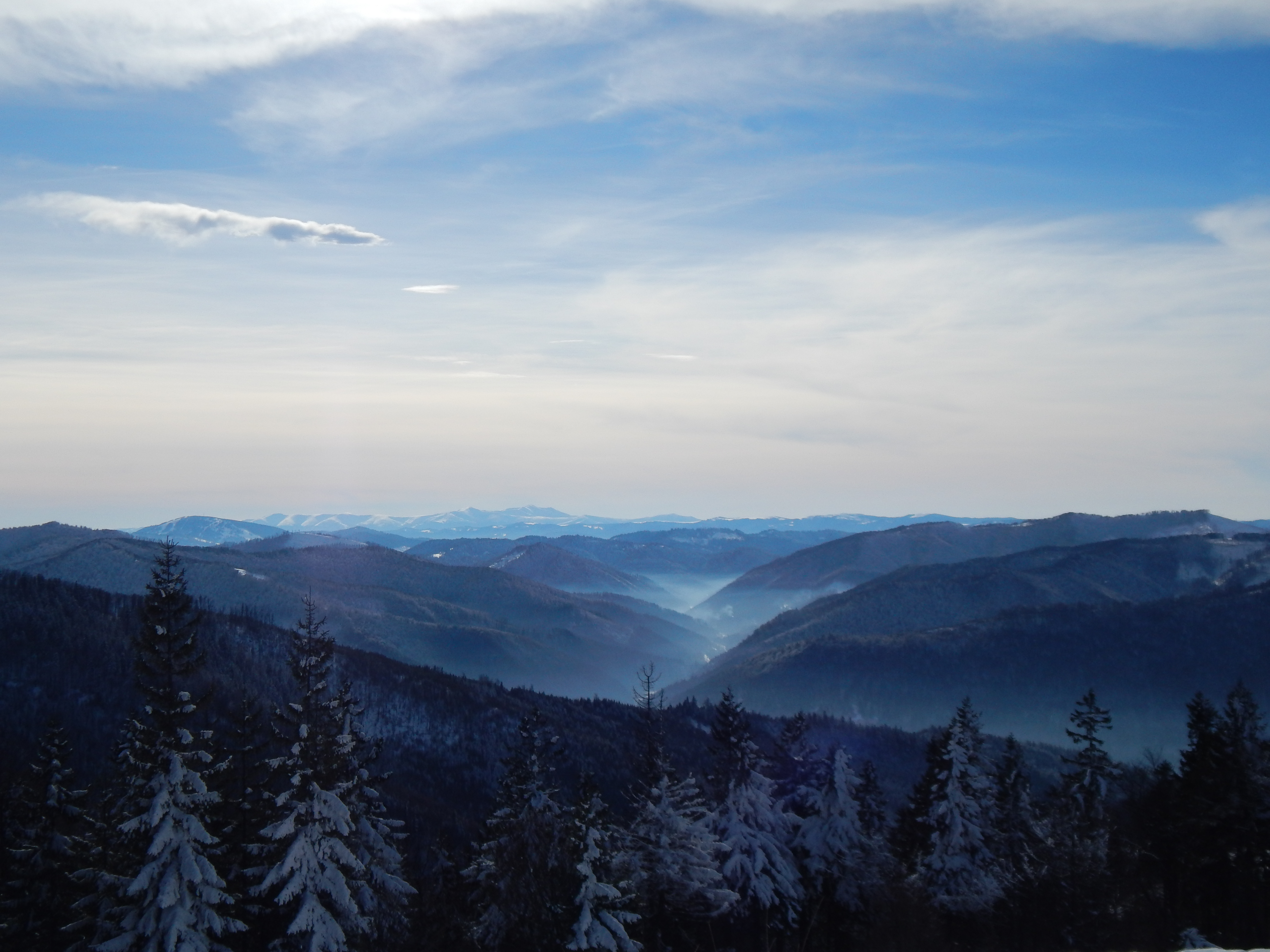